# Petrosaspongia pharmamari
Petrosaspongia pharmamari är en svampdjursart som beskrevs av Uriz och Cebrian 2006. Petrosaspongia pharmamari ingår i släktet Petrosaspongia och familjen Thorectidae. Inga underarter finns listade i Catalogue of Life.